# Paul Van Asbroeck
Paul Van Asbroeck (Schaerbeek, 1º maggio 1874 – Schaerbeek, 20 aprile 1959) è stato un tiratore a segno belga.
Fu un veterano dei Giochi olimpici, avendo partecipato a ben 5 olimpiadi: Parigi 1900, Londra 1908, Anversa 1920, Parigi 1924 e Berlino 1936. Ottenne in tutto una medaglia d'oro nella pistola individuale a Londra 1908, una medaglia d'argento nella pistola a squadre nello stesso anno e una medaglia bronzea nella carabina militare, tre posizioni a Parigi 1900, quest'ultima ex aequo con il norvegese Ole Østmo.
Oltre alle Olimpiadi, fu campione del mondo individuale di tiro nel 1904, 1907, 1909, 1910, 1912 e 1914 e sei voltre campione mondiale a squadre. Ottenne ai campionati mondiali anche numerosi secondi e terzi posti.

## Palmarès
| Anno | Manifestazione      | Sede      | Evento                                 | Risultato |
| ---- | ------------------- | --------- | -------------------------------------- | --------- |
| 1900 | Olimpiadi           | Parigi    | Carabina militare, tre posizioni       | Bronzo    |
| 1904 | Campionati mondiali | Lione     | Carabina 300 m, in piedi               | Bronzo    |
| 1904 | Campionati mondiali | Lione     | Pistola 50 m                           | Oro       |
| 1905 | Campionati mondiali | Bruxelles | Carabina 300 m, 3 posizioni, a squadre | Argento   |
| 1905 | Campionati mondiali | Bruxelles | Carabina 300 m, in piedi               | Oro       |
| 1905 | Campionati mondiali | Bruxelles | Pistola 50 m                           | Argento   |
| 1905 | Campionati mondiali | Bruxelles | Pistola 50 m a squadre                 | Oro       |
| 1906 | Campionati mondiali | Milano    | Carabina 300 m, 3 posizioni, a squadre | Bronzo    |
| 1906 | Campionati mondiali | Milano    | Carabina 300 m, in piedi               | Bronzo    |
| 1906 | Campionati mondiali | Milano    | Pistola 50 m                           | Argento   |
| 1906 | Campionati mondiali | Milano    | Pistola 50 m a squadre                 | Oro       |
| 1907 | Campionati mondiali | Zurigo    | Carabina 300 m, 3 posizioni, a squadre | Argento   |
| 1907 | Campionati mondiali | Zurigo    | Carabina 300 m, in piedi               | Bronzo    |
| 1907 | Campionati mondiali | Zurigo    | Pistola 50 m                           | Oro       |
| 1907 | Campionati mondiali | Zurigo    | Pistola 50 m a squadre                 | Oro       |
| 1908 | Olimpiadi           | Londra    | Pistola individuale                    | Oro       |
| 1908 | Olimpiadi           | Londra    | Pistola a squadre                      | Argento   |
| 1908 | Campionati mondiali | Vienna    | Carabina 300 m, 3 posizioni            | Bronzo    |
| 1908 | Campionati mondiali | Vienna    | Carabina 300 m, in piedi               | Bronzo    |
| 1908 | Campionati mondiali | Vienna    | Pistola 50 m a squadre                 | Argento   |
| 1909 | Campionati mondiali | Amburgo   | Carabina 300 m, 3 posizioni            | Bronzo    |
| 1909 | Campionati mondiali | Amburgo   | Carabina 300 m, 3 posizioni, a squadre | Bronzo    |
| 1909 | Campionati mondiali | Amburgo   | Pistola 50 m                           | Oro       |
| 1910 | Campionati mondiali | L'Aia     | Carabina 300 m, 3 posizioni, a squadre | Bronzo    |
| 1910 | Campionati mondiali | L'Aia     | Pistola 50 m                           | Oro       |
| 1910 | Campionati mondiali | L'Aia     | Pistola 50 m a squadre                 | Oro       |
| 1911 | Campionati mondiali | Roma      | Carabina 300 m, 3 posizioni, a squadre | Bronzo    |
| 1911 | Campionati mondiali | Roma      | Pistola 50 m a squadre                 | Oro       |
| 1912 | Campionati mondiali | Biarritz  | Carabina 300 m, 3 posizioni            | Argento   |
| 1912 | Campionati mondiali | Biarritz  | Carabina 300 m, in piedi               | Argento   |
| 1912 | Campionati mondiali | Biarritz  | Pistola 50 m                           | Oro       |
| 1912 | Campionati mondiali | Biarritz  | Pistola 50 m a squadre                 | Oro       |
| 1914 | Campionati mondiali | Viborg    | Pistola 50 m                           | Oro       |
| 1914 | Campionati mondiali | Viborg    | Pistola 50 m a squadre                 | Bronzo    |
| 1924 | Campionati mondiali | Reims     | Pistola 50 m                           | Argento   |
| 1925 | Campionati mondiali | San Gallo | Pistola 50 m                           | Bronzo    |